# Овиний (трибун 313 пр.н.е.)
Вижте пояснителната страница за други личности с името Овиний.
Овиний (Ovinius) e политик на Римската република от края на 4 век пр.н.е.
Произлиза от плебейската фамилия Овинии, от която е предложен закона lex Ovinia 351, 339 и 312 пр.н.е.
През 313 пр.н.е. Овиний е народен трибун. Консули тази година са Луций Папирий Курсор и Гай Юний Бубулк Брут.